# Petar Riario
Petar Riario (tal. Pietro Riario), (Savona, 21. travnja 1445. – Rim, 3. siječnja 1474.), talijanski franjevac, kardinal i papinski diplomat. Kratko vrijeme bio je na čelu Splitske nadbiskupije i metropolije.

## Životopis
Rođen je u Savoni. Bio je sin Paola Riarija i nećak rimskog pape Siksta IV. (1471. – 1484.) koji ga je 1471. godine imenovao biskupom u Trevisu i kardinalom. Godine 1473. postavljen je na čelo splitske nadbiskupije, no iste je godine premješten na položaj firentinskog nadbiskupa.

## Vanjske poveznice
- The Cardinals of the Holy Roman Church  Arhivirana inačica izvorne stranice od 13. siječnja 2018. (Wayback Machine)
- Catholic hierarchy

| Titule u Katoličkoj Crkvi  | Titule u Katoličkoj Crkvi | Titule u Katoličkoj Crkvi    |
| -------------------------- | ------------------------- | ---------------------------- |
| prethodnik Lovre II. Zanne | splitski nadbiskup 1473.  | nasljednik Ivan VII. Zanetin |